# Dwars door België 1991
La Dwars door België 1991, quarantaseiesima edizione della corsa, si svolse il 28 marzo su un percorso di 203 km, con partenza ed arrivo a Waregem. Fu vinta dal belga Eric Vanderaerden della squadra Buckler davanti ai tedeschi Uwe Raab e  Remig Stumpf.

## Ordine d'arrivo (Top 10)
| Pos. | Corridore          | Squadra                 | Tempo    |
| ---- | ------------------ | ----------------------- | -------- |
| 1    | Eric Vanderaerden  | Buckler                 | 5h06'00" |
| 2    | Uwe Raab           | PDM-Concorde-Ultima     | s.t.     |
| 3    | Remig Stumpf       | Histor-Sigma            | s.t.     |
| 4    | Danny Neskens      | La William-Saltos-Duvel | s.t.     |
| 5    | Benny Van Brabant  | SEFB-Saxon-Gan          | s.t.     |
| 6    | Hendrik Redant     | Lotto-Superclub         | s.t.     |
| 7    | Adrie van der Poel | Tulip                   | s.t.     |
| 8    | Wilfried Peeters   | Histor-Sigma            | s.t.     |
| 9    | Jerry Cooman       | Tulip                   | s.t.     |
| 10   | Christophe Capelle | Z-Peugeot               | s.t.     |